# فيسنتي ريفا بالاسيو
فيسنتي ريفا بالاسيو (بالإسبانية: Vicente Riva Palacio)‏ (و. 1832 – 1896 م) هو صحفي، وكاتب، ومحامي، وعسكري، وكاتب قصة قصيرة، وروائي، وقاضي من المكسيك . ولد في مدينة مكسيكو . تولى منصب حاكم ولاية ميتشواكان .
توفي في مدريد .

## روابط خارجية
- فيسنتي ريفا بالاسيو على موقع IMDb (الإنجليزية)